# Kalomira Sarantis
Kalomira Sarantis (gr. Καλομοίρα), właśc. Marie Carol Sarantis (ur. 31 stycznia 1985 w West Hempstead) – grecka piosenkarka urodzona w Stanach Zjednoczonych.
Reprezentantka Grecji w 53. Konkursie Piosenki Eurowizji (2008).

## Młodość
Urodziła się w West Hempstead w hrabstwie Nassau w stanie Nowy Jork. Jest jedną z dwóch córek restauratorów greckiego pochodzenia – Nikosa i Eleni Sarantisów.
Od dzieciństwa interesowała się muzyką. Przez 9 lat ćwiczyła grę na altówce, występowała także w szkolnej orkiestrze. W dzieciństwie brała także udział w licznych musicalach i programach muzycznych. Za namową kuzyna wzięła udział w konkursie muzycznym zorganizowanym przez Radio WBLI, w którym zajęła drugie miejsce.

## Kariera muzyczna
W 2003 wzięła udział w przesłuchaniach do drugiej edycji programu Fame Story (greckiego odpowiednika formatu Star Academy), kiedy jedne z nich odbywały się w Nowym Jorku. Ostatecznie zakwalifikowała się do kolejnej rundy talent-show i awansowała do finału, który ostatecznie wygrała, dzięki czemu zdobyła nagrodę w wysokości 200 tys. euro. Od 8 do 14 sierpnia występowała w klubie nocnym FOCUS w Salonikach, a także zaczęła nagrywać materiał na swoją debiutancką płytę. W trakcie rozgrywania Letnich Igrzysk Olimpijskich w Atenach, Kalomira zaśpiewała podczas greckiej parady zorganizowanej przez amerykańską telewizję UPN.
Na początku września 2004 wydała debiutancki album studyjny pt. Kalomira, który uzyskał status złotej płyty w Grecji. Po wydaniu albumu wyruszyła w trasę koncertową razem z innymi uczestnikami programu Fame Story, a także wzięła udział w sesji nagraniowej w REX studio razem z Despiną Vandi i Tanosem Petrelisem oraz zagrała epizodyczną rolę w greckim serialu I lampsi.

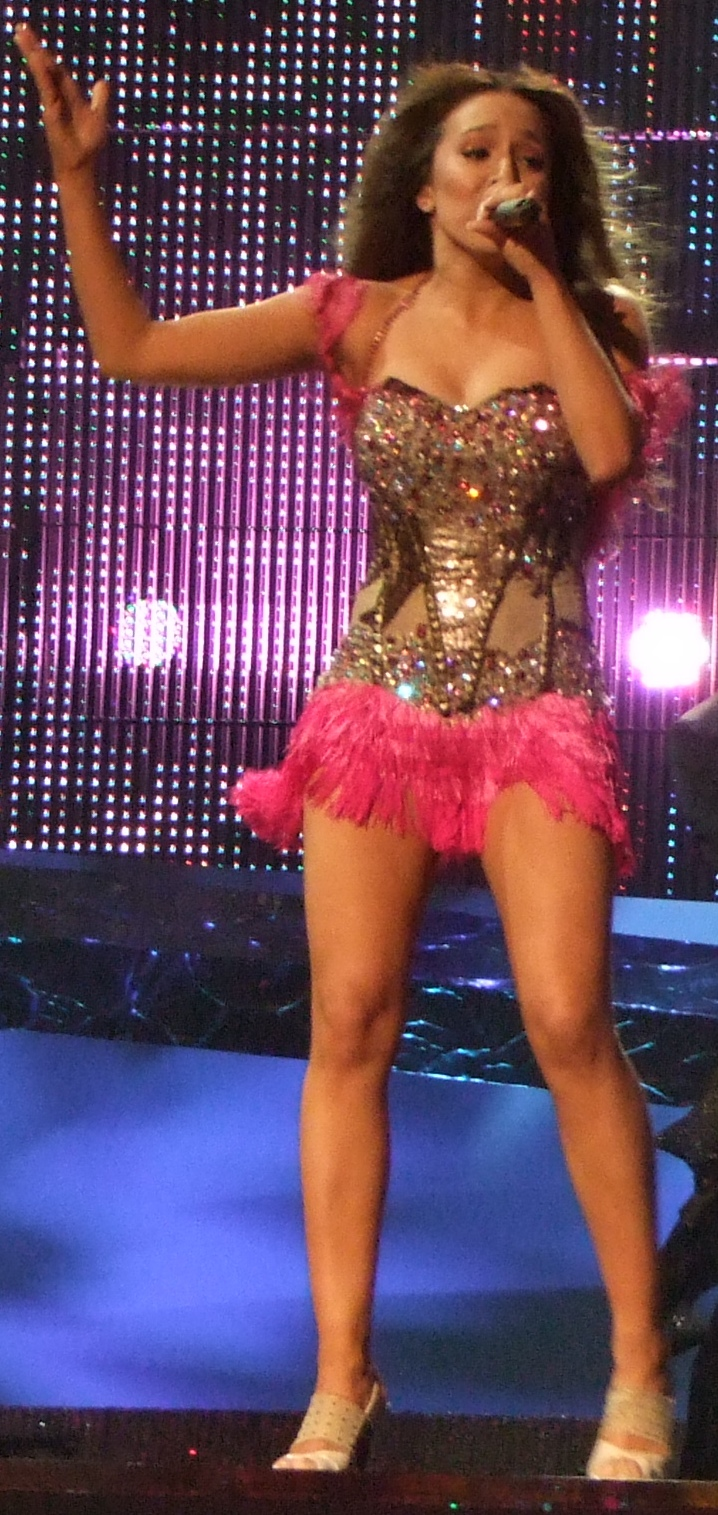
Kalomira podczas występu w 53. Konkursie Piosenki Eurowizji w 2008

W 2005 wydała drugi album studyjny pt. Paizeis?. W kwietniu zaśpiewała gościnnie podczas pierwszego odcinka na żywo pierwszej edycji programu Star Academy Bulgaria. Jesienią 2006 współprowadziła niedzielny program rozrywkowy Pio poli tin kiriaki. W grudniu wydała trzeci album studyjny pt. I Kalomira paei cinema.
Od września do października 2007 w Grecji nagrywała materiał na swój nowy, czwarty album studyjny. Pod koniec lutego 2008 została ogłoszona jedną z trzech finalistów greckich eliminacji eurowizyjnych, do których zgłosiła się z utworem „Secret Combination”. W marcu wystąpiła w finale selekcji, w którym zdobyła największe poparcie jurorów i telewidzów, dzięki czemu została reprezentantką Grecji w 53. Konkursie Piosenki Eurowizji organizowanym w Belgradzie. 20 maja wystąpiła w pierwszym półfinale widowiska i z pierwszego miejsca awansowałą do finału, w którym zajęła trzecie miejsce z 218 punktami na koncie, w tym m.in. z maksymalnymi notami 12 punktów od Wielkiej Brytanii, Niemiec, Albanii, San Marino, Cypru i Rumunii. Pod koniec maja wydała czwarty album studyjny pt. Secret Combination, na którym znalazł się m.in. eurowizyjny singiel. Po finale konkursu wyjechała do Nowego Jorku z powodu narodzin dziecka jej siostry, przez co nie podjęła żadnych działań promocyjnych swojej nowej płyty. Kilka tygodni później w wywiadzie dla Downtown Magazine ojciec Kalomiry wyznał, że piosenkarka została „nieładnie” potraktowana przez swoją wytwórnię Heaven Music oraz że decyzja o jej potencjalnym powrocie na scenę muzyczną zostanie podana do mediów w sierpniu. Po ostatecznym powrocie Kalomiry do Grecji, piosenkarka została gospodynią greckiej wersji gry telewizyjnej Big in Japan.
W 2009 występowała z koncertami w kilku greckich klubach znajdujących się w Ameryce Północnej. W styczniu 2010 ogłosiła, że zaczęła pracę nad materiałem na kolejną płytę. W marcu odnowiła kontrakt płytowy z wytwórnią Heaven Music, która wydała jej kolejny singiel „Please Don't Break My Heart” nagranym przy gościnnym udziale amerykańskiego rapera o pseudonimie Fatman Scoop. W czerwcu 2011 roku wydała swój nowy utwór „This Is The Time”, a latem odbyła trasę koncertową, w ramach której wystąpiła w Grecji i na Cyprze, a potem także i w Arizonie i Toronto. W noc sylwestrową zagrała koncert charytatywny Bring in 2012 with Kalomira! dla greckiej prawosławnej społeczności Waszyngtonu. Pod koniec lutego 2012 opublikowała singiel „Other Side Tonight” wydany pod szyldem wytwórni Hot Kiss Records LLC należącej do jej męża. W 2013 zrobiła przerwę od występowania z powodu ciąży. W październiku powróciła na scenę. W 2014 wystąpiła gościnnie podczas greckich eliminacji eurowizyjnych, podczas których zaśpiewała z Claydee Lupą nową wersję piosenki „Secret Combination”. W czerwcu rozpoczęła trasę koncertową po Stanach Zjednoczonych. W 2015 wydała utwór „This Is Summer”, który zaprezentowała premierowo podczas greckich eliminacji do 60. Konkursu Piosenki Eurowizji. Latem podpisała kontrakt płytowy z wytwórnią Panik Records.

## Życie prywatne
Pod koniec września 2010 wzięła ślub z George’em Bousalisem w greckiej katedrze prawosławnej św. Pawła w Hempstead w Nowym Jorku. W grudniu 2012 para doczekała się bliźniaków, Nikosa i Dimitrisa.

## Dyskografia
Albumy studyjne
- Kalomira (2004)
- Paizeis? (2005)
- I Kalomira paei cinema (2006)
- Secret Combination (2008)